# Острено, Феофан Христофорович
Феофан Христофорович Острено (1813, Николаев, Николаевское и Севастопольское военное губернаторство — 12 января 1874, Николаев, Николаевское военное губернаторство) — контр-адмирал российского императорского флота, участник Синопской битвы, полицмейстер Кронштадта, капитан над портами Восточного океана.

## Биография
Родился в 1813 году в Николаеве в семье капитан-лейтенанта Христофора Анастасьевича Острено, который после выхода в отставку в ноябре 1798 года находился при Николаевском порте и наблюдал за строительством Богоявленского морского госпиталя.
27 июля 1827 года поступил в Черноморское артиллерийское училище юнгой. Спустя шесть лет, в марте 1833 года, был произведен в юнкеры. В это время совершил переход с эскадрой на корабле «Память Евстафия» из Севастополя на рейд Буюк-Дере, а оттуда с десантными войсками прибыл в Феодосию.
В 1833—1834 годах на бриге «Улисс» перешел из Севастополя в Константинополь, откуда ходил в Архипелаг, на Средиземное море и обратно . 8 января 1835 года Острено получил чин портупей-юнкера. С 14 октября 1837 года — прапорщик корпуса морской артиллерии. В 1839 году на корабле «Силистрия» ходил у абхазских берегов и участвовал в занятии городков Субаши и Псезуапсе, когда был награждён орденом Святой Анны IV степени с надписью «За храбрость». 14 февраля 1840 года Острено был произведен в мичманы.
В 1840—1842 годах на линейном корабле «Силистрия» Острено крейсировал у берегов Кавказа, а в 1843 году на фрегате «Месемврия» и транспорте «Березань» ходил между Севастополем, Одессой и Константинополем. В 1843—1844 годах на бриге «Неарк» совершил переход из Севастополя в Константинополь и далее в Архипелаг, Средиземное море и обратно. В 1845 году на фрегате «Мария» ходил между Севастополем и Одессой, а затем на «Силистрии» крейсировал в Чёрном море. 7 апреля 1846 года Острено был произведен в лейтенанты.
В 1846—1852 годах на фрегатах «Кагул», «Коварна» и линейном корабле «Ягудиил» снова крейсировал у абхазских берегов. В 1848 году был награждён орденом Святой Анны III степени. 26 ноября 1852 года Остроно призван старшим адъютантом штаба 5-й флотской дивизии. В 1853 году на корабле «Двенадцать Апостолов» крейсировал у берегов Анатолии, затем служил на корабле «Императрица Мария».

### В Крымскую войну
Участвовал в Синопской битве на корабле «Великий князь Константин» как старший адъютант при штабе вице-адмирала П. С. Нахимова. В представлении к чину капитан-лейтенанта и ордена Святого Владимира IV степени с бантом Нахимов писал: «Постоянно находился при мне и наблюдал за исполнением всех моих предписаний. Видя в нём положительную решимость, мужественное хладнокровие и храбрость, я передал ему мой план боя и уверен, если бы меня не стало, то он завершил бы его также успешно».
Выполняя поручение Нахимова, Острено, несмотря на продолжающийся обстрел со стороны турецких кораблей, сумел подойти на шлюпке к кораблю «Париж» и передать его командиру — капитану 1-го ранга В. И. Истомину донесение и благодарность командующего. За участие в Синопской битве лейтенант Острено был награждён орденом Святого Владимира IV степени с мечами и произведен за отличие в капитан-лейтенанты.
С 13 сентября 1854 года до 27 августа 1855 года находился в гарнизоне Севастополя в должности старшего адъютанта штаба 5-й флотской дивизии и дежурного штаб-офицера по эскадре на Севастопольском рейде. За отличие при бомбардировке был награждён орденом Святой Анны II степени с императорской короной. За поддержание порядка на плавучем мосту через Севастопольскую бухту при переходе гарнизона на Северную сторону в ночь с 27 на 28 августа 1855 года удостоен золотой сабли с надписью «За храбрость». В этом году в связи с 25-летием службы на флоте был награждён орденом Святого Георгия IV степени. 27 июля 1854 года капитан-лейтенант Острено подписал расписание кораблей эскадры вице-адмирала П. С. Нахимова, предназначенных в крейсерстве.
14 апреля 1858 года Феофан Острено был назначен помощником капитана над Кронштадтским портом, а в следующем году — 8 сентября 1859 — провели в капитаны 1-го ранга. 4 апреля 1860 года был назначен кронштадтским полицмейстером, но в этой должности пробыл недолго. 12 февраля 1862 года Острено был назначен капитаном над портами Восточного океана . Там же в 1864 году его наградили орденом Святого Владимира III степени с мечами. Эту должность Острено занимал до 22 марта 1865 года, когда его отчислили с должности с переводом на Балтийский флот, где вскоре, 29 марта, был зачислен в резервный флот, а через неделю, 5 апреля 1865 года, был уволен со службы с назначением в контр-адмиралы .
После ухода на пенсию контра-адмирал Острено в отставке жил с семьей в Николаеве. Умер 12 января 1874 от отека легких и был 14 января похоронен на старом Николаевском некрополе вместе с матерью, Анной Иосифовной, которая умерла 12 февраля 1863. Впоследствии, в этой же могиле был похоронен и младший брат Феофана Острено — церковный староста Свято-Николаевского собора Иван Христофорович Острено.

## Награды
- Орден Святой Анны IV степени с надписью «За храбрость» (1839);
- Орден Святой Анны III степени (1848);
- Орден Святого Владимира IV степени с мечами (1853);
- Орден Святой Анны II степени с императорской короной (1854);
- Золотая сабля «За храбрость» (1855);
- Орден Святого Георгия IV степени (1855);
- Орден Святого Владимира III степени с мечами (1864).

## Память
Имя Феофана Христофоровича Острено носит мыс в заливе Петра Великого, обследован и назван в 1863 году экспедицией подполковника В. М. Бабкина.